# Australian Air Corps
L'Australian Air Corps (AAC) est une formation temporaire de l'armée australienne qui existe entre la dissolution de l'Australian Flying Corps (AFC) de la Première Guerre mondiale et la création de la Royal Australian Air Force (RAAF) en mars 1921. Créée en janvier 1920, l'AAC est commandée par le Major William Anderson, un ancien pilote de l'AFC. De nombreux membres de l'AAC proviennent également de l'AFC et vont ensuite rejoindre la RAAF. Bien que faisant partie de l'Australian Army pendant la majeure partie de son existence, l'AAC est supervisée par un conseil d'officiers supérieurs comprenant des membres de la Royal Australian Navy.
Après la dissolution de l'AFC, l'AAC est une mesure provisoire destinée à rester en place jusqu'à la formation d'une force aérienne australienne permanente et indépendante. L'objectif premier du corps est de maintenir les actifs de la Central Flying School de Point Cook (Victoria), mais plusieurs activités pionnières ont également lieu sous ses auspices. Le personnel de l'AAC établit un record d'altitude en Australie, qui reste en vigueur pendant une décennie, effectue le premier vol sans escale entre Sydney et Melbourne, et entreprends les premiers pas du pays dans le domaine de la médecine aéronautique. L'AAC exploite des chasseurs, des bombardiers et des avions d'entraînement, dont certains des premiers exemplaires du cadeau impérial britannique à arriver en Australie. Outre le personnel, la RAAF hérite de Point Cook et de la plupart de ses équipements initiaux de l'AAC.